# Pannonhalma
Pannonhalma là một thành phố thuộc hạt Győr-Moson-Sopron, Hungary. Thành phố này có diện tích 29,58 km², dân số năm 2010 là 3917 người, mật độ 132 người/km².